# Dablo
Dablo ist sowohl eine Gemeinde (französisch commune rurale) als auch ein dasselbe Gebiet umfassendes Departement im westafrikanischen Staat Burkina Faso, in der Region Centre-Nord und der Provinz Sanmatenga. Die Gemeinde hat in zehn Dörfern 21.743 Einwohner.